# Башкорт
Башкорт (укр. Башкир) — башкирська національна організація правого політичного спрямування, відома своїми акціями на захист національних, політичних та економічних прав башкирського народу. Легально функціонувала на території Росії у 2014—2020 роках.

## Організація
«Башкорт» було утворено у 2014 році групою активістів, яка виділилася з Башкирського правозахисного руху «Кук буре». Голови організації: Фаїль Алсинов (2014—2019), Ільнар Галін (до травня 2020 року). Перший заступник голови — Руслан Габбасов (2014—2019 роки).
До 2020 року організація налічувала 18 філій у Башкортостані та одну філію за її межами (Магнітогорськ, Челябінська область). Орієнтовна чисельність активних членів організації на момент її заборони оцінювалася в одну тисячу осіб. На сторінку «Башкорту» в соцмережі «ВКонтакті» було підписано понад 60 тисяч людей.

## Діяльність
Організація проводила масові публічні акції на захист суверенітету Башкортостану, башкирської мови та культури, пропагувала тверезий спосіб життя, беручи участь у боротьбі проти розповсюдження контрафактної алкогольної продукції, виступала проти репресій щодо інших активістів башкирського національного руху. Загальні збори прихильників «Башкорту» (їїни) на піку діяльності організації збирали до тисячі осіб.
У 2017—2020 роках члени «Башкорту» брали активну участь у захисті шиханів Торатау та Куштау а також інших природних пам'яток від промислових розробок, що загрожували їм.

### Куштау
Однією з найвідоміших і водночас наймасштабніших акцій «Бакшорту» став протест за збереження шихану Куштау,, яким намагался заволодіти заради розробки Башкирська содова компанія. Незважаючи на активні протести жителів республіки, в серпні 2019 року «Башкирська содова компанія» отримала ліцензію на розробку шихану терміном на 20 років. Керівництво «Башкирської содової компанії» (БСК) і в 2020 продовжувало стверджувати, що розробка шихану не впливає на екологію республіки.
10 грудня 2019 року, голова Башкортостану Радій Хабіров у посланні Державному Зібранню республіки заявив, що Куштау розроблятиметься. Керівник регіону тоді додав, що «організованим спробам тиску буде надано відповідну правову оцінку».
У серпні 2020 р. флешмоб, організований на захист Куштау, закінчився сутичками із правоохоронцями. Протистояння тривало близько двох тижнів. 16 серпня 2020 р. із залишків розгромленого напередодні табору протестувлальників, паркану і їжаків активісти побудували барикаду, яка певний час стримували прорив силовиків.
Майже 50 осіб було затримано в Ішимбайському районі Башкортостану напередодні під час зіткнень захисників шихану Куштау зі співробітниками приватних охоронних підприємств.
На тлі протестів 16 серпня 2020 р. до активістів приїхав очільник Башкортостану Радій Хабіров, який зрештою пообіцяв, що шихан не буде розроблятися.

## Заборона в РФ
У грудні 2019 року, наглядове відомство винесло «Башкорту» попередження «про неприпустимість здійснення екстремістської діяльності». Претензії прокуратури, серед іншого, базувалися на твердженні, що в діяльності організації «беруть  активну участь Сагіт Ісмагілов, Фанзіль Ахметшин, Айрат Дільмухаметов, раніше засуджені за злочини екстремістської спрямованості», і що за участю згаданих людей «на території Республіки Башкортостан організовуються масові публічні заходи з метою здійснення закликів до екстремістської діяльності і залучення до неї нових учасників». Також було заявлено, що, згідно висновків «історико-психолого-лінгвістичного дослідження» фахівців Башкирського державного університету, «їїни» (башкирські громадські віча), проведені «Башкортом», насправді, «такими не є».
Невдовзі після проведення «історико-психолого-лінгвістичного дослідження» прокуратура направила до Верховного суду республіки позов про визнання організації екстремістською і заборону її діяльності.
Для того, щоб якось обґрунтувати свої твердження про «екстремістську» діяльність «Башкорта», наглядове відомство зібрало в один «пакет» всі претензії, які висувалися до організації правоохоронними органами за останні два роки. Почали з мітингу на захист башкирської мови, проведеного «Башкортом» у вересні 2017 року. Прокуратура охарактеризувала його, як «провокаційний», і заявила, що у виступах його учасників «містяться висловлювання, що мають лінгвістичні і психологічні ознаки розпалення ненависті і ворожнечі», зокрема, «щодо осіб небашкирскої національності». Прокуратура, в якості провини, озвучила і «негативну оцінку представників законодавчої та виконавчої влади» та «формування вкрай негативного психологічного образу глави РБ (цю посаду тоді займав Рустем Хамітов), і в його особі держави загалом». У позові прокурори також згрупували всі накладені останнім часом на активістів штрафи за участь в «несанкціонованих» публічних заходах.

«Башкорт» обвинуватили також у виступі її колишнього очільника Алсинова Фаїля на курултаї башкир у квітні 2019 р. в Зілаїрському районі Башкортостану, де обирали делегатів на V Всесвітній курултай башкир. Держобвинуваченням, пославшись на дослідження експертів Башкирського державного університету, було заявлено, що Алчинов, виступаючи, «закликав до відокремлення республіки від РФ», нібито, вимовивши наступну фразу: 
«На Курултаї треба ухвалити рішення про самостійність Башкортостану від Росії».
Процес у справі «Башкорту» почався у лютому 2020 року і був перерваний у середині березня через обмежувальні заходи в суді, у зв'язку із поширенням коронавірусної інфекції. Слухання справи відновилося 18 травня і з того часу проводилось щодня. Преса і громадськість, за розпорядженням судді, в зал засідань не допускалися.
У травні 2020 року організацію, за позовом прокуратури Башкортостану, було визнано Верховним судом Республіки Башкортостан екстремістською та заборонено. Намагання активістів оскаржити рішення суду в апеляційній та касаційній інстанціях не мала успіху. У вересні 2021 року адвокати «Башкорту» направили скаргу до Європейського суду з прав людини, яка станом на грудень 2021 року не зареєстрована.

## Після заборони організації
Переслідування колишніх активістів «Башкорта» продовжилося в 2021 році. Так 13 січня в Башкортостані співробітниками Центру протидії екстремізму МВС з РБ та регіонального Управління ФСБ було затримано 14 представників організації «Башкорт».
21 вересня 2022 року, коли в Росії була оголошена так звана «часткова мобілізація», башкирські націоналісти, які захищали гору Куштау від розробки, оголосили про започаткування збройного опору. Вони показали шеврони з ісламськими символами для майбутніх бійців. Одночасно з'явився анонімний «Комітет Башкирського опору», який закликає до насильницьких акцій протесту, зокрема підпалів військкоматів та офісів федеральних політичних партій. Обидві організації виступають за вихід Башкортостану зі складу Росії.